# Marcus Thorbjörnsson
Johan Marcus Thorbjörnsson, talvolta indicato come Markus Thorbjörnsson (Göteborg, 1º ottobre 1987), è un allenatore di calcio ed ex calciatore svedese, di ruolo difensore.

## Carriera
Thorbjörnsson, cresciuto nelle giovanili del Kungsbacka BI, ha iniziato a giocare a livello senior nel 2005 con il Falkenberg, squadra all'epoca militante nel campionato di Superettan.
Nel gennaio 2009 si unisce ai campioni di Svezia del Kalmar, reduci dalla conquista del loro primo scudetto avvenuta un paio di mesi prima. Tuttavia nel primo anno e mezzo di permanenza al Kalmar non riesce a collezionare alcuna presenza, così nel luglio 2010 passa a titolo temporaneo allo Jönköpings Södra in seconda serie fino al termine della stagione.
Rientrato dal prestito, Thorbjörnsson debutta in Allsvenskan e si ritaglia presto uno spazio stabile nell'undici titolare di Nanne Bergstrand, tanto da sottoscrivere un nuovo contratto valido fino al 2015. Nel corso della stagione 2012 è stato talvolta utilizzato a centrocampo, ruolo in cui ha segnato il suo primo gol nella massima serie. In occasione del campionato 2013, l'ultimo con Bergstrand come allenatore, Thorbjörnsson è stato in campo in tutti i minuti di gioco di tutte e 30 le partite. Al termine della stagione 2015 ha rinnovato per tre ulteriori anni.
Nell'agosto 2018, avendo collezionato solo una presenza in metà campionato, è stato prestato al Dalkurd, squadra che in quel momento occupava l'ultimo posto in Allsvenskan. Il Dalkurd è poi effettivamente retrocesso in seconda serie, ma Thorbjörnsson ha continuato a far parte del club anche nel campionato di Superettan 2019, questa volta a titolo definitivo visto che il contratto con il Kalmar era scaduto a dicembre. Essa è stata la sua ultima stagione da giocatore, avendo annunciato il ritiro nel maggio del 2020 all'età di 32 anni.
Nel novembre del 2020, sul finire del campionato di Ettan di quell'anno, è approdato nello staff tecnico dell'IFK Berga, lavorando con il nuovo capo allenatore nonché suo ex compagno di squadra David Elm. Elm ha poi lasciato la squadra al termine della stagione 2021 trascorsa in Division 2, e Thorbjörnsson è stato scelto per prenderne il posto a partire dalla stagione 2022.